# Aksorguç, Özalp
Aksorguç là một xã thuộc thành phố Özalp, tỉnh Van, Thổ Nhĩ Kỳ. Dân số thời điểm năm 2011 là 2.173 người.